# مکائوی سبز بزرگ
مکائوی سبز بزرگ (نام علمی: Ara ambiguus) نام یک گونه از سرده طوطی‌های شادرنگ است.